# Stephanorrhina simplex
Stephanorrhina simplex är en skalbaggsart som beskrevs av Louis Albert Péringuey 1907. Stephanorrhina simplex ingår i släktet Stephanorrhina och familjen Cetoniidae. Inga underarter finns listade i Catalogue of Life.